# Patrick de Paula
Patrick de Paula Carreiro (Rio de Janeiro, 8 settembre 1999) è un calciatore brasiliano, centrocampista del Botafogo.

## Caratteristiche tecniche
È un centrocampista centrale che agisce principalmente davanti alla difesa.

## Carriera
Nato a Rio de Janeiro, nel 2017 è entrato a far parte del settore giovanile del Palmeiras dove è rimasto per due stagioni fino alla promozione in prima squadra nel novembre del 2019. Ha esordito fra i professionisti il 26 gennaio 2020 disputando l'incontro del Campionato Paulista pareggiato 0-0 contro il San Paolo mentre l'11 marzo seguente ha giocato l'incontro di Coppa Libertadores vinto 3-1 contro il Guaraní.
L'8 agosto 2020 ha conquistato il Campionato Paulista vincendo ai calci di rigore la finale contro il Corinthians dopo l'1-1 dei tempi regolamentari, segnando la rete decisiva dal dischetto.
Il 13 agosto 2020 ha disputato il suo primo incontro in Série A impattando 1-1 in casa della Fluminense.

## Statistiche

### Presenze e reti nei club
Statistiche aggiornate al 15 febbraio 2025.
| Stagione         | Squadra          | Campionato       | Campionato | Campionato | Coppe nazionali | Coppe nazionali | Coppe nazionali | Coppe continentali | Coppe continentali | Coppe continentali | Altre coppe | Altre coppe | Altre coppe | Totale | Totale | Totale |
| Stagione         | Squadra          | Comp             | Pres       | Reti       | Comp            | Pres            | Reti            | Comp               | Pres               | Reti               | Comp        | Pres        | Reti        | Pres   | Reti   |        |
| ---------------- | ---------------- | ---------------- | ---------- | ---------- | --------------- | --------------- | --------------- | ------------------ | ------------------ | ------------------ | ----------- | ----------- | ----------- | ------ | ------ | ------ |
| 2020             | Palmeiras        | A1/SP+A          | 11+27      | 1+3        | CB              | 4               | 0               | CL                 | 6                  | 1                  | -           | -           | -           | 48     | 5      |        |
| 2021             | Palmeiras        | A1/SP+A          | 8+26       | 0          | CB              | 1               | 0               | CL                 | 10                 | 3                  | SB+RS+Cmc   | 0+2+2       | 0           | 49     | 3      |        |
| gen.-mar. 2022   | Palmeiras        | A1/SP+A          | 4+0        | 0          | CB              | 0               | 0               | CL                 | 0                  | 0                  | RS          | 0           | 0           | 4      | 0      |        |
| Totale Palmeiras | Totale Palmeiras | Totale Palmeiras | 23+53      | 1+3        |                 | 5               | 0               |                    | 16                 | 4                  |             | 4           | 0           | 101    | 8      |        |
| apr.-dic. 2022   | Botafogo         | A/RJ+A           | 0+18       | 0+1        | CB              | 4               | 1               | -                  | -                  | -                  | -           | -           | -           | 22     | 2      |        |
| 2023             | Botafogo         | A/RJ+A           | 7+0        | 1+0        | CB              | 0               | 0               | CS                 | 0                  | 0                  | -           | -           | -           | 7      | 1      |        |
| gen.-ago. 2024   | Botafogo         | A/RJ+A           | 1+4        | 0          | CB              | 2               | 0               | CS                 | 1                  | 0                  | CInt        | -           | -           | 8      | 0      |        |
| ago.-dic. 2024   | Criciúma         | C1/CT+A          | 0+5        | 0          | CB              | 0               | 0               | -                  | -                  | -                  | -           | -           | -           | 5      | 0      |        |
| 2025             | Botafogo         | A/RJ+A           | 9+0        | 2+0        | CB              | 0               | 0               | CL                 | 0                  | 0                  | SB+RS       | 1+0         | 1+0         | 10     | 3      |        |
| Totale Botafogo  | Totale Botafogo  | Totale Botafogo  | 17+22      | 3+1        |                 | 6               | 1               |                    | 1                  | 0                  |             | 1           | 1           | 47     | 6      |        |
| Totale carriera  | Totale carriera  | Totale carriera  | 120        | 8          |                 | 11              | 1               |                    | 17                 | 4                  |             | 5           | 1           | 153    | 14     |        |

## Palmarès

### Club

#### Competizioni statali
- Campionato paulista: 1

Palmeiras: 2020

#### Competizioni nazionali
- Coppa del Brasile: 1

Palmeiras: 2020

#### Competizioni internazionali
- Coppa Libertadores: 2

Palmeiras: 2020, 2021
- Recopa Sudamericana: 1

Palmeiras: 2022